# George Chip
George Chip est un boxeur américain né le 25 août 1888 à Scranton, Pennsylvanie, et mort le 8 novembre 1960 à New Castle, Pennsylvanie.

## Carrière
Il devient champion du monde des poids moyens en battant Frank Klaus par arrêt de l'arbitre à la 5e reprise le 11 octobre 1913 puis perd son titre face à Al McCoy par KO au 1er round le 7 avril 1914.